# Área de Conservação da Paisagem de Tõstamaa
A Área de Conservação da Paisagem de Tõstamaa é um parque natural localizado no condado de Pärnu, na Estónia.
A área do parque natural é de 1288 hectares.
A área protegida foi fundada em 1976 para proteger as ilhotas Heinlaid e Kivilaid.